# Lillsjön (Anundsjö socken, Ångermanland, 703562-162332)
Lillsjön är en sjö i Örnsköldsviks kommun i Ångermanland och ingår i Moälvens huvudavrinningsområde. Sjön är 10 meter djup, har en yta på 0,203 kvadratkilometer och är belägen 131,1 meter över havet. Sjön avvattnas av vattendraget Galasjöån.

## Delavrinningsområde
Lillsjön ingår i det delavrinningsområde (703608-162259) som SMHI kallar för Utloppet av Lillsjön. Medelhöjden är 165 meter över havet och ytan är 2,52 kvadratkilometer. Räknas de 13 avrinningsområdena uppströms in blir den ackumulerade arean 54,79 kvadratkilometer. Galasjöån som avvattnar avrinningsområdet har biflödesordning 2, vilket innebär att vattnet flödar genom totalt 2 vattendrag innan det når havet efter 33 kilometer. Avrinningsområdet består mestadels av skog (74 procent). Avrinningsområdet har 0,2 kvadratkilometer vattenytor vilket ger det en sjöprocent på 8 procent.